# Lingulamoeba
Lingulamoeba – rodzaj ameb należących do supergrupy Amoebozoa w klasyfikacji Cavaliera-Smitha.
Należą tutaj następujące gatunki:
- Lingulamoeba leei Sawyer, 1975